# Rudolf I của Đức

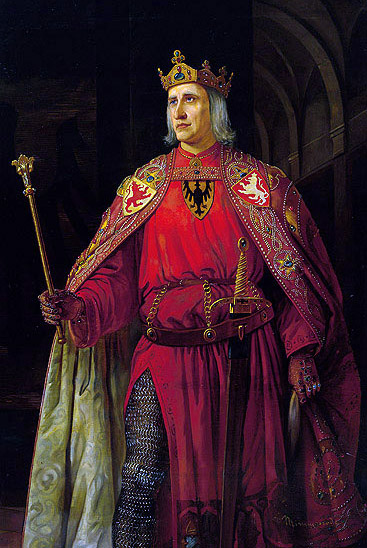
Rudolf I Habsburg

Rudolf I xứ Habsburg (1 tháng 5 năm 1218 – 15 tháng 7 năm 1291) là Vua La Mã Đức từ năm 1273 đến khi qua đời. Ông là người đầu tiên nắm được quyền kiểm soát của nhà Habsburg ở Đức và Áo.
Triều đại Rudolf cho thấy sự khởi đầu của nhà Habsburg, triều đại về sau đó đã nắm quyền trị vì trên các vùng Đông Nam và Tây Nam vương quốc. Tuy nhiên, ông không trở thành Hoàng đế Đế quốc La Mã Thần thánh. Năm 1281 vợ cả của ông chết. Ngày 5 tháng 2 năm 1284 ông cưới Isabelle, con gái Hugues IV xứ Bourgogne. Năm 1291, Rudolf mất ở Speyer, được an táng ở nhà thờ Speyer.